# Rutzendorf (Sachsen bei Ansbach)

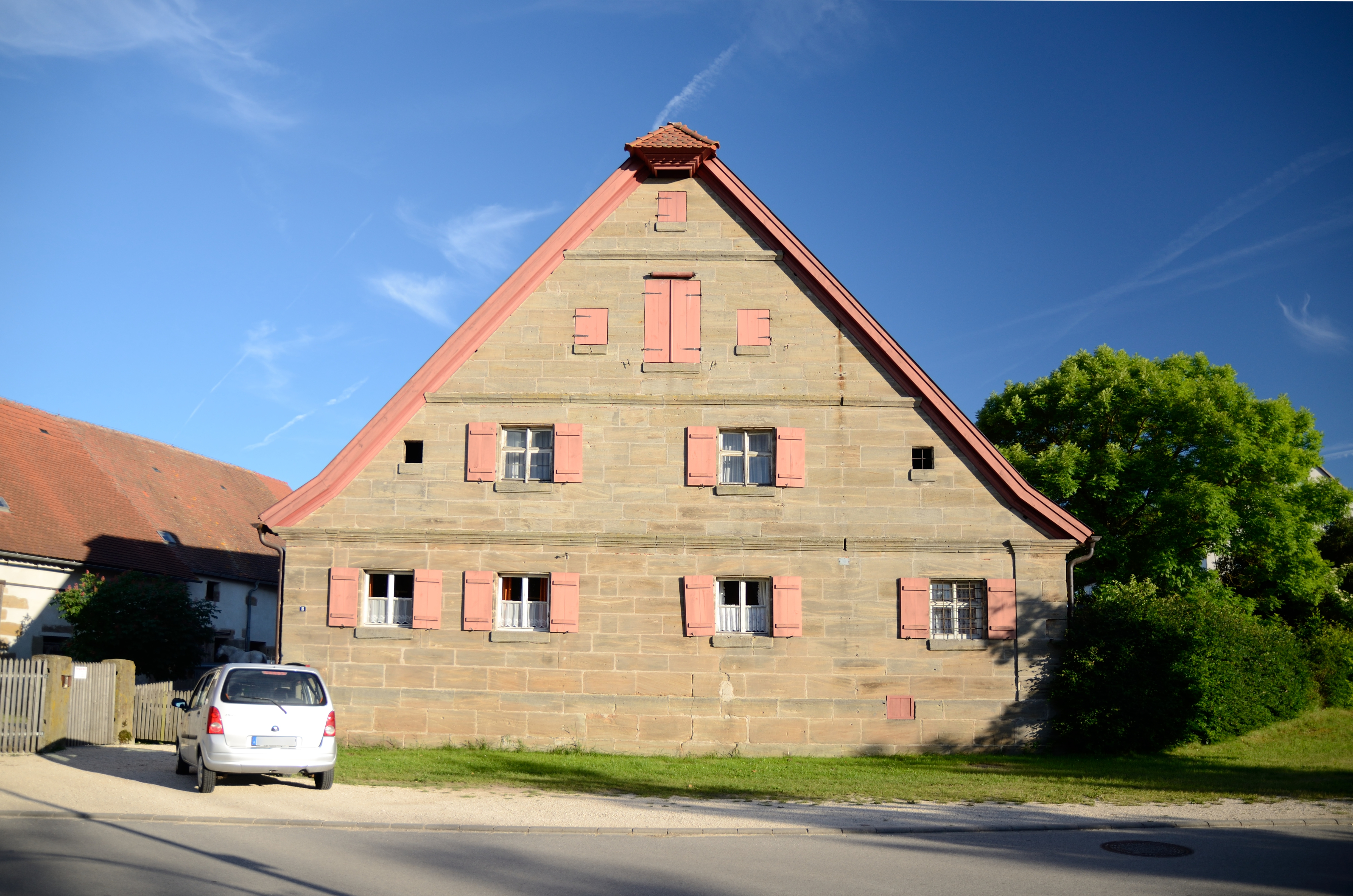
Haus Nr. 8: Ehemaliges Austragshaus

Rutzendorf (fränkisch: Rutsndorf) ist ein Gemeindeteil der Gemeinde Sachsen bei Ansbach im Landkreis Ansbach (Mittelfranken, Bayern). Rutzendorf liegt in der Gemarkung Volkersdorf.

## Geografie
Nördlich des Dorfes fließt die Fränkische Rezat, südlich der Schwarzleitengraben, ein rechter Zufluss der Fränkischen Rezat. Westlich liegt die Flur Wolfsstall, 0,5 km südwestlich die Seeholzäcker, 0,5 km südöstlich befindet sich der Grüttenberg (444 m ü. NHN). Gemeindeverbindungsstraßen verlaufen nach Büchenmühle (1 km westlich), die Staatsstraße 2223 kreuzend nach Sachsen (0,8 km nördlich) und am Stritthof vorbei zu einer Gemeindeverbindungsstraße (2,5 km südlich) zwischen Steinhof (0,2 km nördlich) und Oberrammersdorf (0,6 km südlich).

## Geschichte
Der Ort wurde im Würzburger Lehenbuch von 1303 als „Ruzzendorf“ erstmals urkundlich erwähnt. Das Bestimmungswort des Ortsnamens ist der Personenname Ruzzo. Eine Person dieses Namens ist als Gründer der Siedlung anzunehmen. Gottfried von Heideck erhielt im selben Jahr die Vogteiherrschaft über den Ort als bischöfliches Lehen, Gottfried von Feldbrecht erhielt zwei Güter als bischöfliches Lehen. Das Gumbertusstift hatte im Ort ebenfalls Ansprüche, wie aus einer Urkunde um 1400 hervorgeht, in der der Hofbesitzer Hans Walder verpflichtet war jährlich vier Metzen Korn an das Stift zu liefern. 1406 verkaufte Friedrich von Heideck seine Besitzungen, zu der auch Rutzendorf zählte, an die Reichsstadt Nürnberg.
Im Salbuch des nürnbergischen Pflegamtes Lichtenau von 1515 wurden für Rutzendorf mit Mühle 10 Untertansfamilien angegeben, die alle der Reichsstadt Nürnberg unterstanden. 1539 erwarb das brandenburg-ansbachische Hofkastenamt Ansbach ein Gut von Wolf Wurm zu Gunzenhausen.
Infolge des Dreißigjährigen Krieges verödete der gesamte Ort.
Im 16-Punkte-Bericht des Oberamtes Ansbach von 1684 wurden für Rutzendorf mit Mühle wieder 12 Mannschaften verzeichnet. Grundherren waren das Hofkastenamt Ansbach (1 Anwesen) und das Pflegamt Lichtenau (11 Anwesen). Das Hochgericht übte das Pflegamt Lichtenau aus.
Laut der Amtsbeschreibung des Pflegamtes Lichtenau aus dem Jahr 1748 zählte der Ort zur Hauptmannschaft Sachsen. Es gab weiterhin 12 Untertansfamilien, von denen 11 nürnbergisch waren.
Gegen Ende des 18. Jahrhunderts gab es in Rutzendorf 13 Anwesen und ein Ochsen- und ein Kuh-Hirtenhaus, beides kommunale Gebäude. Das Hochgericht und die Dorf- und Gemeindeherrschaft übte das Pflegamt Lichtenau aus. Grundherren waren das Pflegamt Lichtenau (2 Höfe, 4 Halbhöfe, 2 Güter, 1 Gütlein, 1 Mühle, 1 Tafernwirtschaft, 1 Leerhaus) und das Hofkastenamt Ansbach (1 Gut).
Im Rahmen des Gemeindeedikts wurde Rutzendorf dem 1808 gebildeten Steuerdistrikt Sachsen und der 1810 gegründeten Ruralgemeinde Sachsen zugeordnet. Mit dem Zweiten Gemeindeedikt (1818) wurde Rutzendorf in die neu gebildete Ruralgemeinde Volkersdorf umgemeindet. Am 1. April 1971 erfolgte im Zuge der Gebietsreform in Bayern die Eingemeindung nach Sachsen.

### Baudenkmäler
- Haus Nr. 8: Wohnstallhaus eines Bauernhofes, eingeschossiges Gebäude mit Steildach, einseitig mit Schopfwalm, Sandsteinquaderbau, um 1800; anschließend ehemaliges Austragshaus, zweigeschossiger Satteldachbau, zweite Hälfte 19. Jahrhundert; Scheune, eingeschossiger Satteldachbau, Sandsteinquader, 19. Jahrhundert; Keller, in anstehendes Gelände gebaut, massiv, 19. Jahrhundert[17]
- Rezatbrücke, wohl 17./18. Jahrhundert, nördlich der Ortschaft. Sandsteinquaderbau mit zwei gemauerten Bögen.[17]
- zwei Fraischsteine wohl aus dem frühen 18. Jahrhundert der ehemals nürnbergischen Pflegschaft Lichtenau südwestlich des Ortes; hohe Sandsteine mit satteldachartigem Abschluss und Nürnberger Wappenrelief, ein Stein am Seevasen, der andere im Lindachfeld[17]

### Einwohnerentwicklung
| Jahr      | 001818 | 001840 | 001861 | 001871 | 001885 | 001900 | 001925 | 001950 | 001961 | 001970 | 001987 |
| Einwohner | 96 *   | 92     | 101    | 95     | 85     | 80 *   | 81 *   | 119 *  | 89 *   | 70 *   | 56 *   |
| Häuser    | 20 *   | 15     |        |        | 19     | 19 *   | 14 *   | 12 *   | 13 *   |        | 15 *   |
| Quelle    | [ 19 ] | [ 20 ] | [ 21 ] | [ 22 ] | [ 23 ] | [ 24 ] | [ 25 ] | [ 26 ] | [ 27 ] | [ 28 ] | [ 1 ]  |

## Religion
Der Ort ist seit der Reformation evangelisch-lutherisch geprägt und nach St. Alban (Sachsen bei Ansbach) gepfarrt. Die Einwohner römisch-katholischer Konfession waren ursprünglich nach Unsere Liebe Frau (Heilsbronn) gepfarrt, heute ist die Pfarrei St. Johannes (Lichtenau) zuständig.